# Jozef Herda
Jozef Herda (ur. 21 kwietnia 1910 w Trnawie, zm. 4 października 1985 w Bratysławie) – czechosłowacki zapaśnik walczący w stylu klasycznym. Srebrny medalista olimpijski z Berlina 1936 w kategorii 66 kg
Mistrz kraju w stylu klasycznym, w latach: 1935, 1938 i 1940  w stylu wolnym w 1934, 1935 i 1948
- Turniej w Berlinie 1936

Pokonał Oskara Holingera ze Szwajcarii, Józsefa Kálmána z Węgier, Alberto Molfino z Włoch i Voldemara Välego z Estonii, a przegrał z Laurim Koskelą z Finlandii.